# Lepidochrysops penningtoni
Lepidochrysops penningtoni är en fjärilsart som beskrevs av Dickson 1969. Lepidochrysops penningtoni ingår i släktet Lepidochrysops och familjen juvelvingar. IUCN kategoriserar arten globalt som otillräckligt studerad. Inga underarter finns listade i Catalogue of Life.